# Cheffreville-Tonnencourt
Cheffreville-Tonnencourt är en kommun i departementet Calvados i regionen Normandie i norra Frankrike. Kommunen ligger i kantonen Livarot som ligger i arrondissementet Lisieux. År 2018 hade Cheffreville-Tonnencourt 294 invånare.

## Befolkningsutveckling
Antalet invånare i kommunen Cheffreville-Tonnencourt
Referens: INSEE